# Tianschaniella umbellulifera
Tianschaniella umbellulifera är en strävbladig växtart som beskrevs av Boris Fedtjenko. Tianschaniella umbellulifera ingår i släktet Tianschaniella och familjen strävbladiga växter. Inga underarter finns listade i Catalogue of Life.